# SITKol
SITKol (System Informacyjny Obsługi Transportu Kolejowego) – system informacyjny łączący ze sobą dane o kursowaniu pociągów i środków miejskiej komunikacji publicznej i oferujący podróżnym jednolitą informację o możliwości podróży przy wykorzystaniu różnych środków transportu publicznego.
Docelowo będzie on spójnym systemem informacyjnej obsługi uczestników transportu kolejowego w zakresie przewozu osób, bagażu i towarów. Obecnie jego zadaniem jest ułatwienie przepływu informacji między przedsiębiorstwami, urzędami i klientami kolei. SITKol jest wielokanałową, multimedialną platformą dialogową, przeznaczoną do wielu różnych funkcji w zależności od potrzeb użytkowników. System ten po uzyskaniu pełnej funkcjonalności, będzie przede wszystkim umożliwiał pasażerom zaplanowanie podróży „od drzwi do drzwi” oraz mobilną rezerwację biletu i dokonywanie opłat za przejazd. W perspektywie 2015 r. przewiduje się rozszerzenie tego systemu na pozostałe gałęzie transportu.
Projekt jest współfinansowany ze środków Unii Europejskiej, w ramach funduszu TEN-T oraz przez Rząd RP w proporcji 50/50%.